# يكونو أملاك
الإمبراطور يكونو أملاك (بالأمهرية: ይኵኖ አምላክ)‏، اسم العرش تاسفا إياسوس) كان نجاشي الحبشة (إمبراطور إثيوبيا) في الفترة (10 أغسطس 1270 - 19 يونيو 1285) ومرمم للسلالة السلمانية. وتتبع أصوله من خلال والده، تاسفا إياسوس، ديل ناعود، آخر ملوك مملكة أكسوم.